# اچ‌دی ۱۱۵۳۳۷
اچ‌دی ۱۱۵۳۳۷ یک ستاره است که در صورت فلکی زرافه قرار دارد.